# Bochtige klokpoliep
De bochtige klokpoliep (Laomedea flexuosa) is een hydroïdpoliep uit de familie Campanulariidae. De poliep komt uit het geslacht Laomedea. Laomedea flexuosa werd in 1857 voor het eerst wetenschappelijk beschreven door Alder. De soort is inheems in Europa en Noord-Amerika.